# Johnson City (Oregon)
Johnson City – miasto w Stanach Zjednoczonych, w stanie Oregon, w hrabstwie Clackamas.